# Ponte della Fonderia

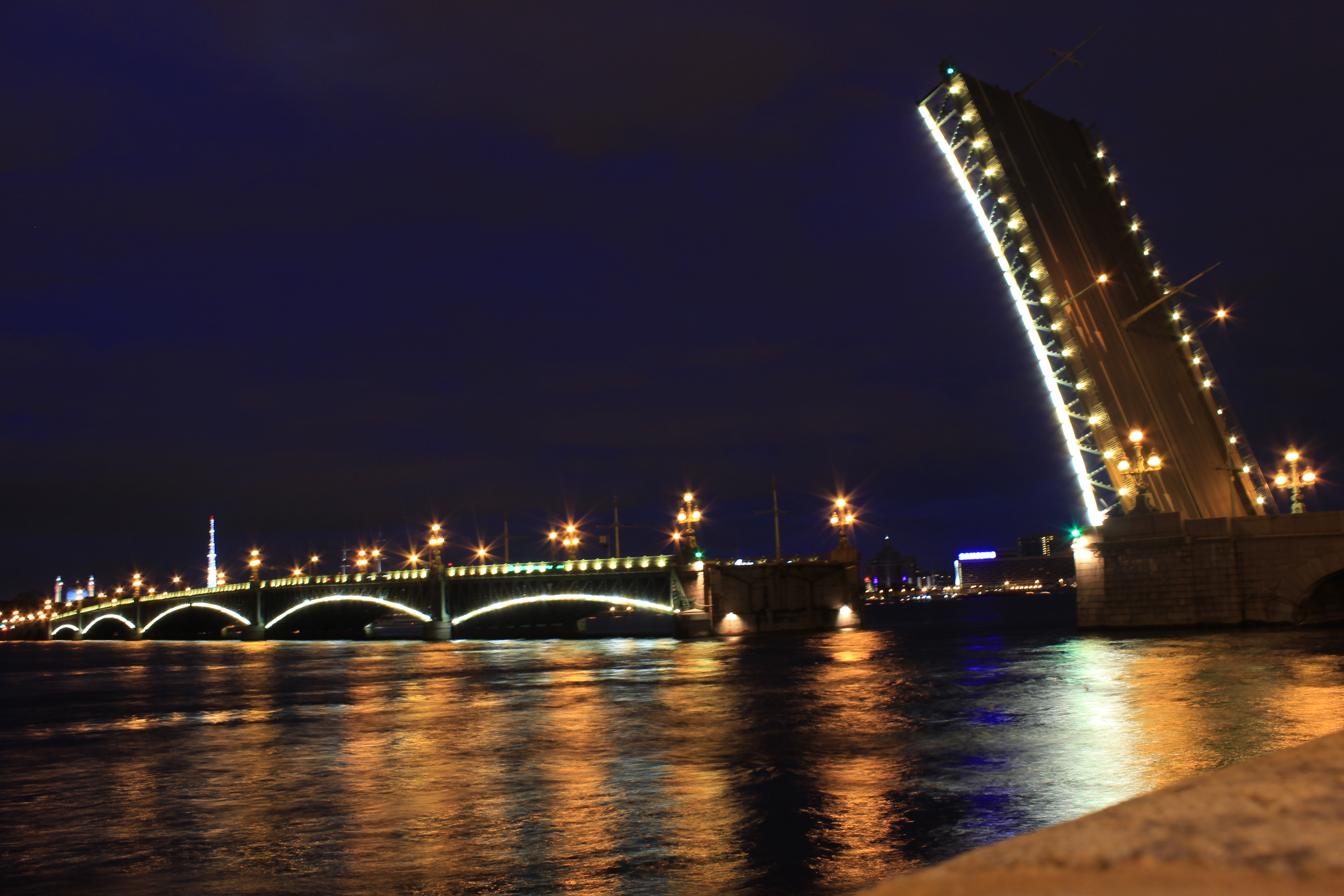
Il ponte della Fonderia aperto nella notte (2012)

Il Ponte della Fonderia (in russo Литейный мост?, Litejnyj most) è un viadotto a 6 archi in acciaio e basamenti in granito che sorge sul fiume Neva, a San Pietroburgo.
Deve il proprio nome al fatto che lo collegava col quartiere della fonderia, costruita nel 1711 per il vecchio arsenale della Marina imperiale russa.